# Institute of Noetic Sciences
Das Institute of Noetic Sciences (IONS, deutsch: Institut für Noetische Wissenschaften) ist eine US-amerikanische Non-Profit-Organisation, die nach eigenen Angaben wissenschaftliche Forschung über Telepathie, Psychokinese, Hellsehen und Effekte der Meditation betreibt und finanziell fördert. Der Begriff noetisch ist vom griechischen noētós (deutsch: „geistig wahrnehmbar“) abgeleitet und bezieht sich hier auf ein von den Gründern des Instituts angenommenes intuitives Bewusstsein, das auf Wissen zugreifen können soll, welches über dasjenige hinausgehe, das den normalen Sinnen und der Vernunft zugänglich sei.

## Geschichte
Das Institut wurde 1973 gegründet. Mitgründer waren der Astronaut Edgar Mitchell und der Geschäftsmann Paul N. Temple.
Mitchell nahm an der Apollo-14-Mission teil und er war der sechste Mensch auf dem Mond. Er äußerte sich mehrfach positiv zur Existenz von Psi-Phänomenen und war überzeugt von der Wirksamkeit von Fernheilung. Er war sich „zu  90 Prozent sicher“, dass viele UFO-Sichtungen auf außerirdische Besucher zurückzuführen seien. Er gab außerdem an, aus Militär- und Geheimdienstkreisen erfahren zu haben, dass Fakten über das UFO-Phänomen geheim gehalten würden. Während der Apollo-Mission führte er privat Experimente zu außersinnlicher Wahrnehmung durch, die ergebnislos blieben. Als er während des dreitägigen Rückflugs aus der Weltraumkapsel heraus auf die Erde sah, hatte Mitchell ein Schlüsselerlebnis:

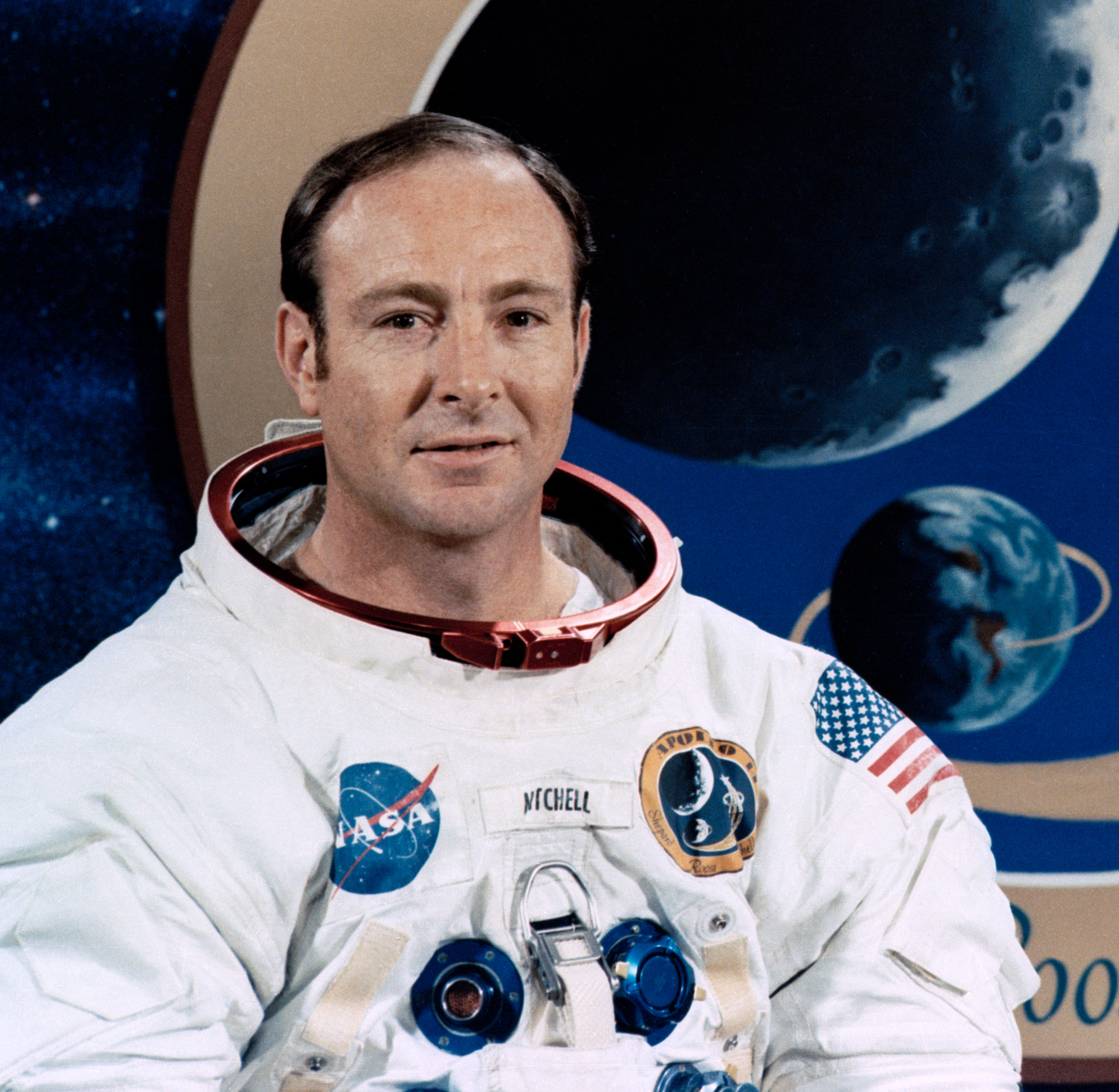
Edgar Dean Mitchell, einer der Mitbegründer des IONS

“In a peak experience, the presence of divinity became almost palpable and I knew that life in the universe was not just an accident based on random processes. The knowledge came to me directly — noetically. It was not a matter of discursive reasoning or logical abstraction. It was an experiential cognition.”

„In einer Gipfelerfahrung wurde die Gegenwart des Göttlichen fast fühlbar und ich wusste, dass das Leben im Universum nicht nur ein Zufall auf der Grundlage zielloser Prozesse war. Dieses Wissen kam direkt zu mir – Noetisch. Es war keine Frage überlegter Argumentation oder logische Abstraktion. Es war Erkenntnis durch Erfahrung.“

Zwei Jahre nach diesem Weltraumflug gründete Edgar Mitchell zusammen mit Anderen das Institute of Noetic Sciences.

## Aktivitäten
Das Institut hat u. a. eine umfassende Bibliografie der physischen und psychologischen Wirkungen von Meditation, eine Bibliografie über Spontanheilungen sowie Studien über die Wirksamkeit der mitfühlenden Behandlung bei der Heilung von AIDS-Patienten gefördert. Die gegenwärtige (2006) Forschung und Informationstätigkeit konzentriert sich auf die Bereiche Weiterentwicklung des Menschen, integrale Gesundheit und Heilung (Integrale Medizin) und neue Weltsichten.
Vom Institut wird die vierteljährlich erscheinende Zeitschrift Shift: At the Frontiers of Consciousness herausgegeben. Dem Institut gehören weltweit ca. 12.000 Mitglieder an, eine Mitgliedschaft ist ab einem Jahresbeitrag von 35 US-Dollar möglich. Sein Hauptquartier ist in Petaluma, Kalifornien auf einem 81 ha großen Campus mit Aufenthalts- und Ausbildungsangeboten.

## Kritik
Vom Institut für Noetische Wissenschaften unterstützte Forschung wurde für das Fehlen eines streng durch Peer-Review überprüften Empirismus kritisiert: Thomas W. Clark, Gründer des Center for Naturalism, äußerte sich in einem Artikel über die Hingewandtheit der New-Age-Bewegung zu Grenzwissenschaften in diesem Sinne über die vom IONS unterstützten Arbeiten. Das Institut leide unter dem, was der humanistische Philosoph Paul Kurtz als „transzendentale Versuchung“ bezeichnet hat. Diese treibe die Arbeiten weg vom Standardverfahren eines durch Peer-Review überprüften Empirismus und hinein in die Arme eines Dualismus, der das Geistige gegenüber dem Physikalischen und das Teleologische gegenüber der Nicht-Zielgerichtetheit bevorzuge.
Quackwatch führt das Institut in ihrer Liste fragwürdiger Organisationen. Für die Aufnahme in diese Liste wurden neun Kriterien aufgestellt, die dabei helfen sollen, Organisationen zu erkennen, die unzuverlässige Informationen zu Gesundheitsfragen verbreiten.

## Erwähnungen
Das Institute of Noetic Sciences wird auch im 2009 erschienenen Roman „Das verlorene Symbol“ von Dan Brown erwähnt. Dort führt die Wissenschaftlerin Katherine Solomon Experimente durch, die beweisen sollen, dass der menschliche Geist zu göttlichen Leistungen fähig sei. Unter anderem behauptet sie, dass die menschliche Seele eine Masse besitze und dass menschliches Denken Materie umwandeln könne.